# École navale militaire (Espagne)

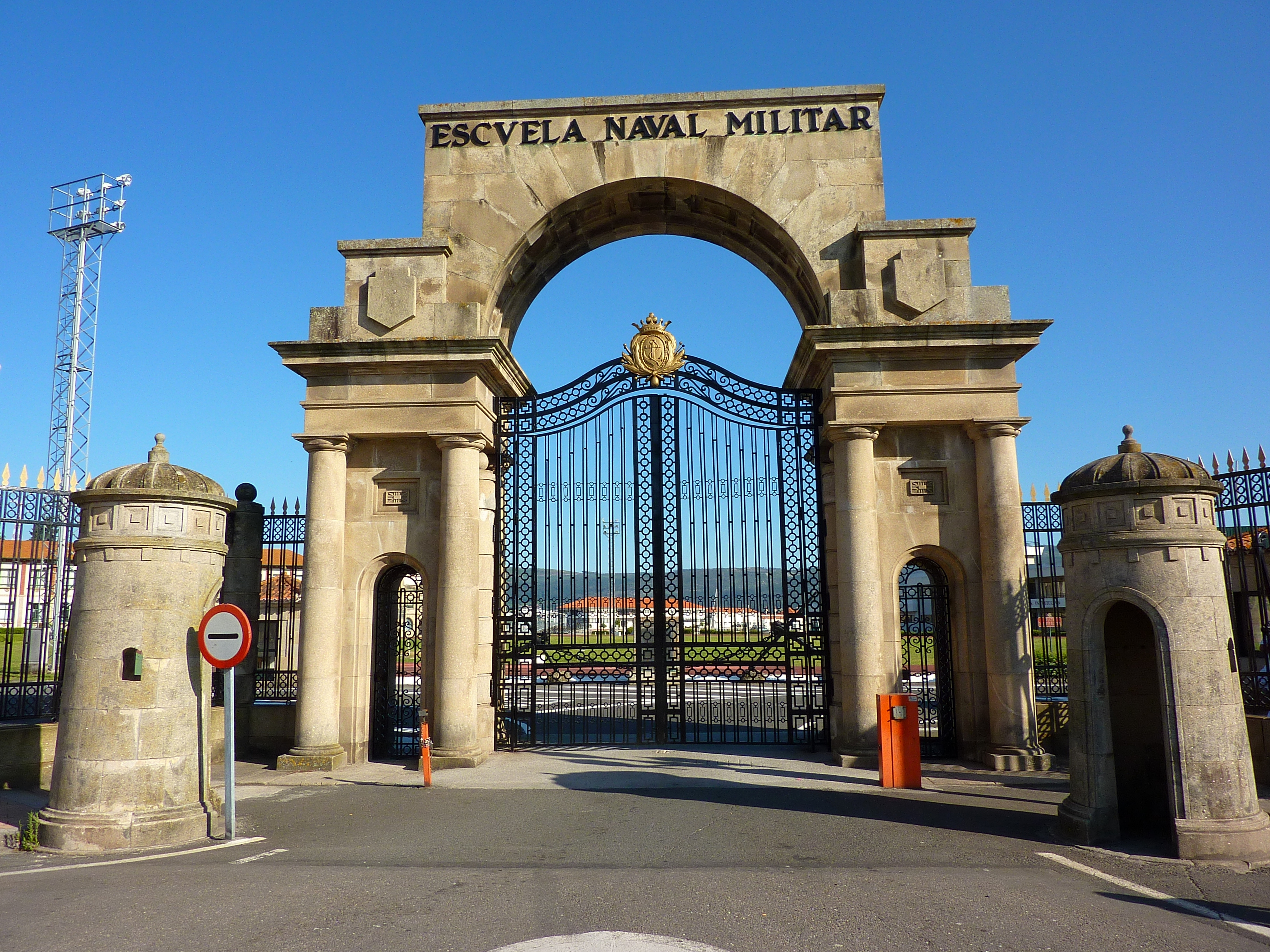
Porte de Charles Quint. Entrée principale de l'École.

L'École navale militaire d'Espagne est le centre de formation des futurs officiers de la marine espagnole. Elle est située à Marín (Pontevedra, Galice) depuis 1943, date à laquelle elle a été transférée de son ancien emplacement dans la ville navale de San Carlos, San Fernando, Cadix. Le roi Felipe VI et son père ont tous deux effectué une partie de leur formation militaire à l'École Navale Militaire de Marín. Le commandant directeur de l'École navale est le capitaine Ignacio Cuartero Lorenzo.
Depuis la suppression du service militaire obligatoire par le gouvernement de José María Aznar en 2001, l'utilisation de ces installations n'a pas beaucoup diminué et, ces dernières années, des actions de modernisation ont été menées, telles que l'installation d'un Centre de mesures électromagnétiques (Cemedem) ou l'adaptation d'une partie de l'ancien hôpital en résidence pour sous-officiers.

## La carrière militaire
La carrière militaire est développée dans cette école en cinq années académiques pour l'échelle des officiers. Les étudiants des corps Général de l'Armée et de l'infanterie de marine sont appelés aspirants pendant les deux premières années, gardes-marines pendant les troisième et quatrième années, et lieutenants de frégate pendant la cinquième année ou lieutenants étudiants s'ils appartiennent au corps de l'infanterie de marine. 
Les étudiants du corps de l'Intendance sont également formés à l'École navale et y entrent après avoir passé un concours, auquel ils peuvent accéder en étant titulaires d'un diplôme universitaire en économie, en commerce ou en droit. Ils suivent deux années académiques : une première année, divisée en deux étapes, la première comme aspirants de 1re année et la seconde comme gardes-marines de 1re année, à bord du navire-école Juan Sebastián de Elcano et une seconde année comme lieutenants étudiants de 2e année. À la fin de leurs études, ils obtiennent le poste de lieutenant d'Intendance.
Les étudiants du corps des ingénieurs passent un semestre à l'École navale en tant qu'aspirants de 1re année. Après cette période de formation militaire et maritime, ils poursuivent leurs études à l'École technique supérieure des ingénieurs des Armes navales, à Madrid.
Les aspirants officiers réservistes volontaires suivent également une période d'adaptation à l'École navale militaire.
La formation est académique et militaire, les pratiques sont constantes et un calendrier très strict et exigeant est suivi.
Depuis l'année scolaire 2010-2011, un nouveau modèle d'enseignement a été mis en place par lequel les étudiants de l'ENM, en plus de la formation militaire, effectuent des études universitaires au Centre universitaire de la Défense, rattaché au Campus de Pontevedra de l'Université de Vigo,. Dans ce centre, les étudiants reçoivent une formation universitaire et, conformément à la réforme promue par le processus de Bologne, un diplôme d'ingénieur en mécanique à la fin de leurs études. Le Centre universitaire de la Défense dispose de son propre corps enseignant, dont la plupart sont issus de l'université de Vigo.

## Son histoire

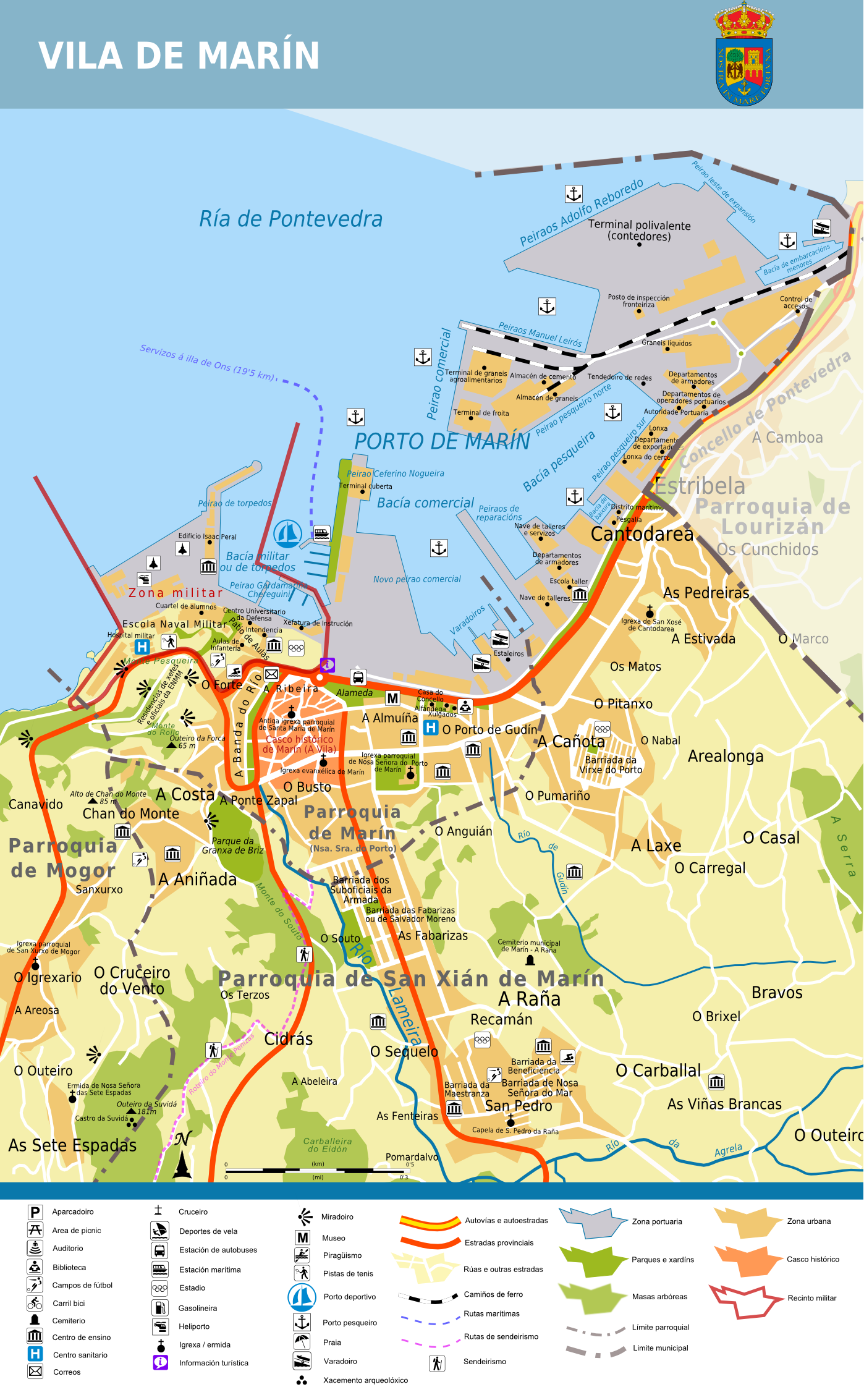
Emplacement de l'École navale militaire dans de la ville de Marín

### Académie deGardes-Marines(Cadix, 1717-1769)
En 1717, la première compagnie de gardes-marines a été inaugurée à Cadix, promue par José Patiño. Le but était de donner une formation mixte scientifique et pratique aux futurs officiers de la marine, en cherchant un intermédiaire entre la formation des midshipmen britanniques, éminemment pratique, et la formation des gardes-marines français, solidement théorique. Le 7 février 1717, les 37 premiers futurs étudiants étaient déjà là. Cette compagnie de Gardes de la marine est le premier antécédent de l'actuelle école navale militaire. Dès sa fondation, l'Académie des gardes-marines a porté les principaux noms des centres éducatifs : académie et école lorsqu'elle fut créée en 1824 dans l'arsenal de la Carraca et école lorsqu'elle fut installée à Ferrol à bord de la frégate Asturies en 1871.
Le corps des gardes-marines était considéré comme une troupe de la Maison royale, et remplaçait les gardes d'étendard et les cadets de Carthagène.

### Académie de Gardes-Marines (San Fernando - Cadix, 1769-1831)
Le 15 novembre 1769 l'Académie des Gardes-Marins est transférée sur l'île de León.
Le 13 août 1776, des compagnies royales de gardes-marins sont créées à Ferrol (La Corogne) et à Carthagène, et ces centres sont fermés en 1824. De 1825 à 1827, l'Académie a été transférée à l'Arsenal de la Carraca.
Lorsque l'académie a fermé en mai 1831, les gardes-marins ont commencé leur formation sur la frégate Perle et le navire Souverain.

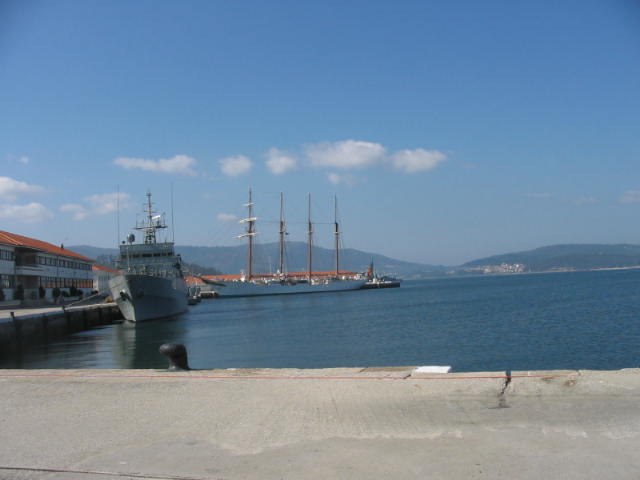
Le navire-école de l'Armée Juan Sebastián Elcano accoste dans l'École Navale Militaire de Marín annuellement.

### Collège naval militaire (Lieu de San Carlos, à San Fernando - Cadix, 1845-1867)
De 1841 à 1844, Séville, Ferrol, San Fernando et La Carraca sont considérés comme les sièges de la nouvelle Académie navale, jusqu'à ce qu'il soit décidé d'installer l'École navale militaire dans la ville militaire de San Carlos, en face de l'arsenal de La Carraca, à San Fernando. Le centre est inauguré le 1er janvier 1845. Les cours ont commencé le 8 mars avec 80 élèves, dont 53 étaient des aspirants (nouveau nom pour les élèves des classes inférieures) du Corps Général.
Une fois qu'ils ont réussi les années d'aspirant, ils embarquent comme gardes-marines de seconde classe dans la corvette Isabelle II où, après quatre ans et après un examen, ils sont promus gardes-marins de première classe. Puis ils embarquent jusqu'à ce qu'un poste d'officier se libère, retournant à l'École pour leur promotion à lieutenant de navire, à condition qu'ils aient été à bord de navires armés pendant au moins six ans.
Le 11 janvier 1859, les gardes-marins commencent à s'entraîner à la navigation sur le navire roi François d'Assise, la corvette Mazarredo et le brigantin Constitution. Et quelques années plus tard dans la corvette Villa de Bilbao.
En 1867, il a été décidé de fermer l'École navale. En 23 ans d'existence, elle a formé 1 002 étudiants, répartis en 42 promotions. Les difficultés du Ministère des Finances et la révolution de septembre 1868 accélèrent sa fermeture. Le 10 septembre 1869, l'École navale flottante est établie dans la frégate Asturies, à Ferrol.

### École navale militaire (Cadix, 1913-1943)
Quarante-cinq ans plus tard, le 10 janvier 1913 et dans le même bâtiment où se trouvait l'Académie, la nouvelle École navale militaire a été inaugurée dans l'Apostadero de Cadix, où elle restera jusqu'en 1943. C'est cette année-là que le général Franco transfère l'école à Marín, son emplacement actuel. Les autres options géographiques pour l'installation du nouveau siège de l'École étaient à l'époque Cadix, Ferrol, Carthagène, Mahón et Saint-Sébastien.

## Insignesd'élèves de l'École navale militaire

### Brigadiers
Les gardes-marines de 2e (4e année) qui ont fait preuve d'une conduite irréprochable et qui sont également de très bons étudiants peuvent être nommés brigadiers. La fonction des brigadiers est d'instruire et de commander le reste des étudiants (à l'exception des étudiants officiers de la 5e année). Le brigadier général et les brigadiers sont des gardes-marines du corps général. Les sous-brigadiers sont des aspirants du corps général et de celui de l'infanterie de marine.
Classes de brigadier:
- brigadier général ou brigadier à trois aussières : c'est le garde-marine le plus âgé de sa classe. Le galon se compose de deux aussières "épaisses" et d'une aussière "fine" au milieu.
- brigadier ou brigadier à deux aussières : responsable de chacune des brigades d'étudiants, il y a généralement cinq gardes-marins de cette classe (un pour chaque brigade d'étudiants : 1re, 2e, 3e, 4e et un autre pour la soi-disant 12e brigade (intendants, ingénieurs et militaire de complément)). Le galon est constitué de 2 aussières "épaisses".
- sous-brigadier ou brigadier à une seule aussière : il aide les brigadiers à deux aussières à commander les brigades d'étudiants. En général, il y a trois sous-brigadiers pour chaque brigadier. Le galon est constitué d'une aussière "épaisse".

Les galons sont portés au bras droit entre le coude et le poignet, et sont très similaires à ceux portés par les sergents et les premiers caporaux, mais placés à l'envers.
|                   |           |                |  |  |  |  |  |  |  |
| Brigadier Général | Brigadier | Sous-brigadier |  |  |  |  |  |  |  |
|                   |           |                |  |  |  |  |  |  |  |

### Étudiants distingués
À la fin du premier semestre de l'année scolaire, ceux des 2e, 3e et 4e Brigades (c'est-à-dire les élèves de la 2e, 3e et 4e année) qui satisfont au mérite pour les notes élevées et le comportement démontré au cours de l'année précédente sont nommés étudiants distingués.
Peuvent également être nommés distingués les étudiants qui, avec suffisamment d'application et de bonne conduite, ont accompli un acte extraordinaire qui profite au prestige de l'École et de la Marine ou qui ont accumulé un nombre considérable de récompenses et de félicitations au cours de l'année précédente. L'insigne est un «nœud plat» fait de cordon doré et se porte sur le bras gauche de l'uniforme.

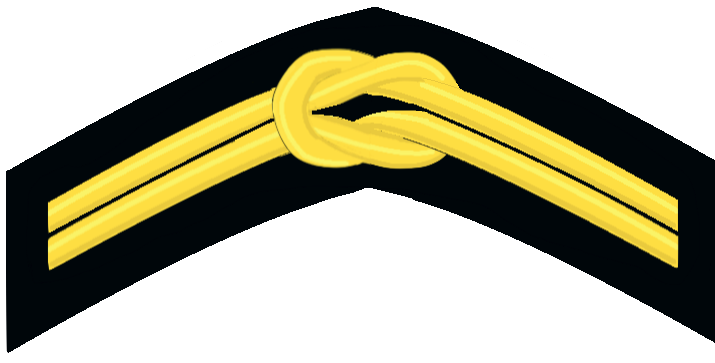
Insigne d'étudiant distingué